# Nieder-Neundorf
Nieder-Neundorf ist ein Ortsteil im Süden der oberlausitzischen Kleinstadt Rothenburg/O.L. Im Süden der Gemarkung liegt die Häusergruppe Kahlemeile.

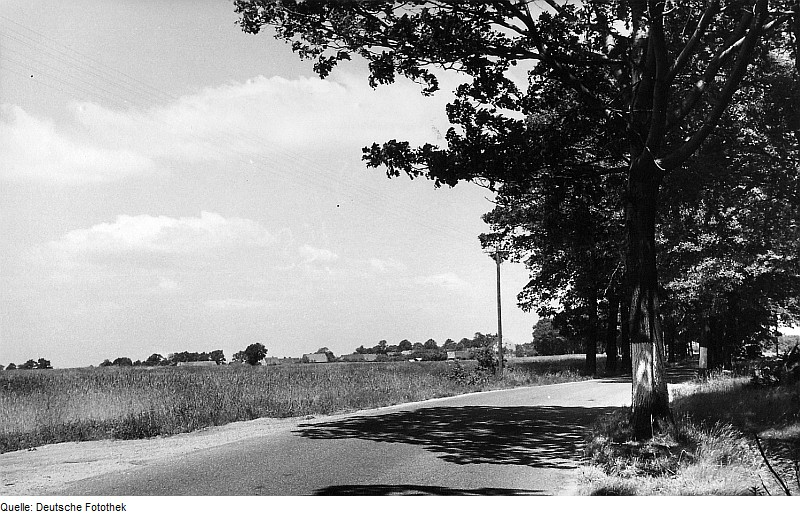
Blick auf Nieder-Neundorf

## Geographie
Mit seiner dörflichen Struktur liegt Nieder-Neundorf südlich von Rothenburg an der Staatsstraße 127, die von Bad Muskau entlang der Lausitzer Neiße nach Görlitz verläuft. Südlich von Kahlemeile verläuft die Bahnstrecke Węgliniec–Roßlau, deren nächste Bahnhöfe in Horka und Bielawa Dolna (Niederbielau) liegen. Nieder-Neundorf hatte einen Bahnhof an der ehemaligen Kleinbahn Horka–Rothenburg–Priebus.
Von der nordwestlich gelegenen Geheeger „Wasserscheide“ aus fließt der Wiegandskanal nach Nieder-Neundorf und mündet in die Neiße.

## Geschichte

### Ur- und Frühgeschichte
In Nieder-Neundorf und seiner Umgebung gab es mehrere archäologische Funde verschiedener urgeschichtlicher Epochen. Darunter sind ein stumpfnackiges Beil aus Feuerstein, eine eiserne Pfeilspitze sowie Brakteaten. Besonders ergiebig war ein bronzezeitliches Gräberfeld südwestlich des Dorfes, aus dem zwischen 1896 und 1906 unter anderem Buckelurnen, eine Schale und eine bronzene Pfeilspitze geborgen wurden. Einen weiteren ergiebigen Fundort stellt das frühbronzezeitliche Depot von Nieder-Neundorf dar, das unter anderem drei Randleistenbeile enthielt.
In den Jahren 1933 und 1934 wurden Reste einer Burgwallsiedlung ausgegraben. 1940 sowie 1959 bis 1964 folgten weitere Grabungen an anderen Stellen, die unter anderem frühere Grabstellen freilegten.

### Ortsgeschichte
Die Ortsgründung erfolgte im 13. Jahrhundert durch deutsche Siedler als Gassendorf. Darauf deuten sowohl der deutsche Ortsname wie auch die ausschließlich deutschen Flurnamen hin. Eine erste urkundliche Erwähnung fand der Ort 1367 als Nuͤndorf by Rothinburg in einem Görlitzer Stadtbuch. Die Vorsilbe Nieder- erhielt der Ort erst später zur Unterscheidung von Ober-Neundorf bei Görlitz.
Das 1512 gegründete Rittergut gehörte über mehrere Jahrhunderte hinweg zur Familie von Nostitz. Dem Nieder-Neundorfer Zweig der Familie gehörte bis 1620 auch das Rittergut in Geheege, danach wechselte es zum Rothenburger Zweig der Nostizer.
Die Lage Nieder-Neundorfs entlang der Heeresstraße zwischen Rothenburg und Görlitz wirkte sich während Kriegszeiten negativ für den Ort aus. So haben beispielsweise während des Dreißigjährigen Kriegs kaiserliche Soldaten im Jahr 1631 den Kretscham und drei Gehöfte niedergebrannt.
Eine Schule wurde 1765 gegründet, der Bau eines Schulgebäudes erfolgte 1807. Dokumente legen nahe, dass bereits im 16. Jahrhundert eine Schule bestanden hat.
Im südlichen Teil der Gemarkung wurde 1806 der Ortsteil Kahlemeile erbaut.
Erneute Bürden brachten 1813 die militärischen Durchzüge, bedingt durch die napoleonischen Kriege. Nachdem das Königreich Sachsen lange auf der französischen Seite kämpfte, musste es 1815 den nordöstlichen Teil der Oberlausitz an das Königreich Preußen abtreten. Nach den Kreisgründungen im Juni 1816 lag Nieder-Neundorf im Süden des Landkreises Rothenburg nahe der Grenze zum Landkreis Görlitz.

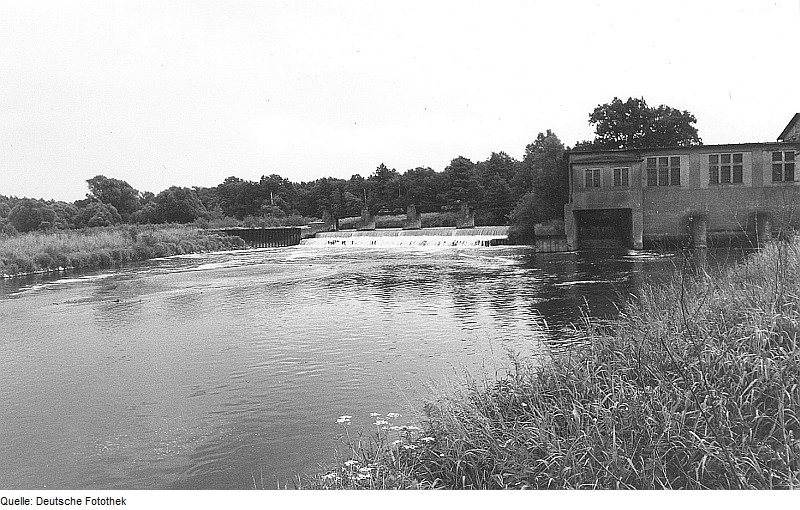
Neißewehr an der Pappenfabrik (1989)

Nachdem der Landwirt Karl Fünfstück 1872 die Mahl- und Ölmühle erworben hatte, richtete er dort eine Holzschleiferei und Holzstofffabrik ein. Dort wurden Pappen und später Lederpappen produziert, die eine weitreichende Bekanntheit erlangten.
Der Bau der Kleinbahn Horka–Rothenburg–Priebus nebst einem Bahnhof brachte Nieder-Neundorf 1907 einen Bahnanschluss. Eine in Nieder-Neundorf abzweigende Bahnstrecke nach Penzig und Lauban wurde zwar geplant, letztlich jedoch nicht gebaut.
Gegen Ende des Zweiten Weltkriegs war Nieder-Neundorf erneut von starken Kriegseinwirkungen betroffen. Unter anderem wurden 22 Wohngebäude, 16 Scheunen und das Schloss total zerstört.
Der ehemalige Gutspark wurde ab 1962 zum Dorfpark umgebaut, der sich in der Folgezeit zu einem reizvollen Kleinod des Ortes entwickelte.
Zum 1. Januar 1996 wurde Nieder-Neundorf nach Rothenburg eingemeindet.
Die frühere Schule wurde 2003 als Bürgerhaus mit einer Heimatstube neueröffnet.

### Bevölkerungsentwicklung
| Jahr | Einwohner |
| ---- | --------- |
| 1825 | 349       |
| 1837 | 379       |
| 1871 | 393       |
| 1885 | 401       |
| 1905 | 478       |
| 1919 | 414       |
| 1925 | 431       |
| 1939 | 416       |
| 1946 | 477       |
| 1950 | 571       |
| 1964 | 451       |
| 1990 | 331       |
| 1995 | 360       |
| 2006 | 347       |
| 2011 | 331       |
| 2014 | 299       |

Im Jahr 1777 wirtschafteten in Nieder-Neundorf 10 besessene Mann, 15 Gärtner und 14 Häusler.
Die Einwohnerzahl stieg bis Anfang des 20. Jahrhunderts kontinuierlich bis knapp 500 an, fiel jedoch bis zum Ausbruch des Zweiten Weltkriegs auf 416 zurück. Durch die Aufnahme von Flüchtlingen und Vertriebenen aus den ehemals deutschen Ostgebieten stieg die Zahl erneut an und erreichte 1950 571, fiel bis 1964 jedoch wieder auf etwa 450 und bis 1990 auf rund 320 ab. Stadtflucht begünstigte nach der Wende eine Stabilisierung sowie erneuten Einwohnerzuwachs, so dass im Jahr 2006 347 Einwohner verzeichnet wurden.

### Ortsname
Urkundliche Schreibweisen des Ortsnamens sind „zu dem Nuͤndorf by Rothinburg“ (1367), „zum Newendorff“ (1403), „zum Newdorffchen by Rotemburg“ (1415), „vom Newdorffe by Rothenburg“ (1450), „Newndorff bei Rottemburgk“ (1533) und „Neundorff“ (1567 und 1664). In August Siegmund von Zeutschs Alphabetische[m] Verzeichnis aller in dem Churfürstenthum Sachßen […] befindlichen […] Aemter, Städte, Schlösser, Dörfer und Forstwege findet sich 1768 „Nieder Neundorf“.